# Irvingia excelsa
Irvingia excelsa är en tvåhjärtbladig växtart som beskrevs av Gottfried Wilhelm Johannes Mildbraed. Irvingia excelsa ingår i släktet Irvingia och familjen Irvingiaceae. Inga underarter finns listade i Catalogue of Life.